# ガンド
ガンド（古ノルド語: gandr、複数形：ガンディル 古ノルド語: gandir）とは、古代スカンディナヴィア社会、ヴァイキングの宗教において、魔術における特定の要素を指す古ノルド語。
ガンド自体の語源は不明であるものの、能力者の携える「杖、棒」と、セイズ（巫術）を行う際に施術者の肉体から遊離した魂の具現である「狼」の2つを指したと考えられるが、後年は民間伝承で魔女が騎乗する道具（杖や箒）や獣（狼）と混同された。
ノルウェーの民間伝承では魔術の心得がある者が人や動物に病や死をもたらすために放つものとされ、「ガンド撃ち」の能力はもっぱらフィン人（サーミ人）に帰されている。

## 概要
ガンドは『巫女の予言』の22節と29節の2箇所に見られ、前者では「ヘイズと呼ばれる女」（グルヴェイグ）が魔法をかける様子が、後者では「巫女の予言」の語り手である巫女が世界を見渡す力を得る様子が語られている。また、「義兄弟のサガ」23章には魔法に長けた女性が眠っている間にガンド騎行（gandreið）を行い、新しい知識を得たと語る逸話が登場する。
ガンドの派生語にはヴァルキュリャのゴンドゥル（Gǫndul）やオーディンの別名の1つであるゴンドリル（Göndlir, 「魔法使い」）、ドヴェルグのガンドアールヴ（Gandálfr,「魔法の心得のある妖精」）、世界蛇ヨルムンガンド（Jǫrmungandr, 「巨大な杖」、あるいは「巨大な怪物」）などがある。
史料の少ない時代・テーマのため、ガンドの性質について確かなことを言うのは難しいが、クライヴ・トリーは自説を以下の7項目にまとめている。

## 現代ノルウェー語
現代ノルウェー語においても魔術的な意味は残っており、ノルウェー語: gand には「棒」「木の傷ついた箇所の周りの隆起」のほか、「（サーミ人の使う）魔術。特に、復讐で使われる呪いの人形。木の枝や人間の爪、髪などから作られるもの。視認されずに被害者の腸に入り込む」という意味がある。

## フィン人（サーミ人）とガンド

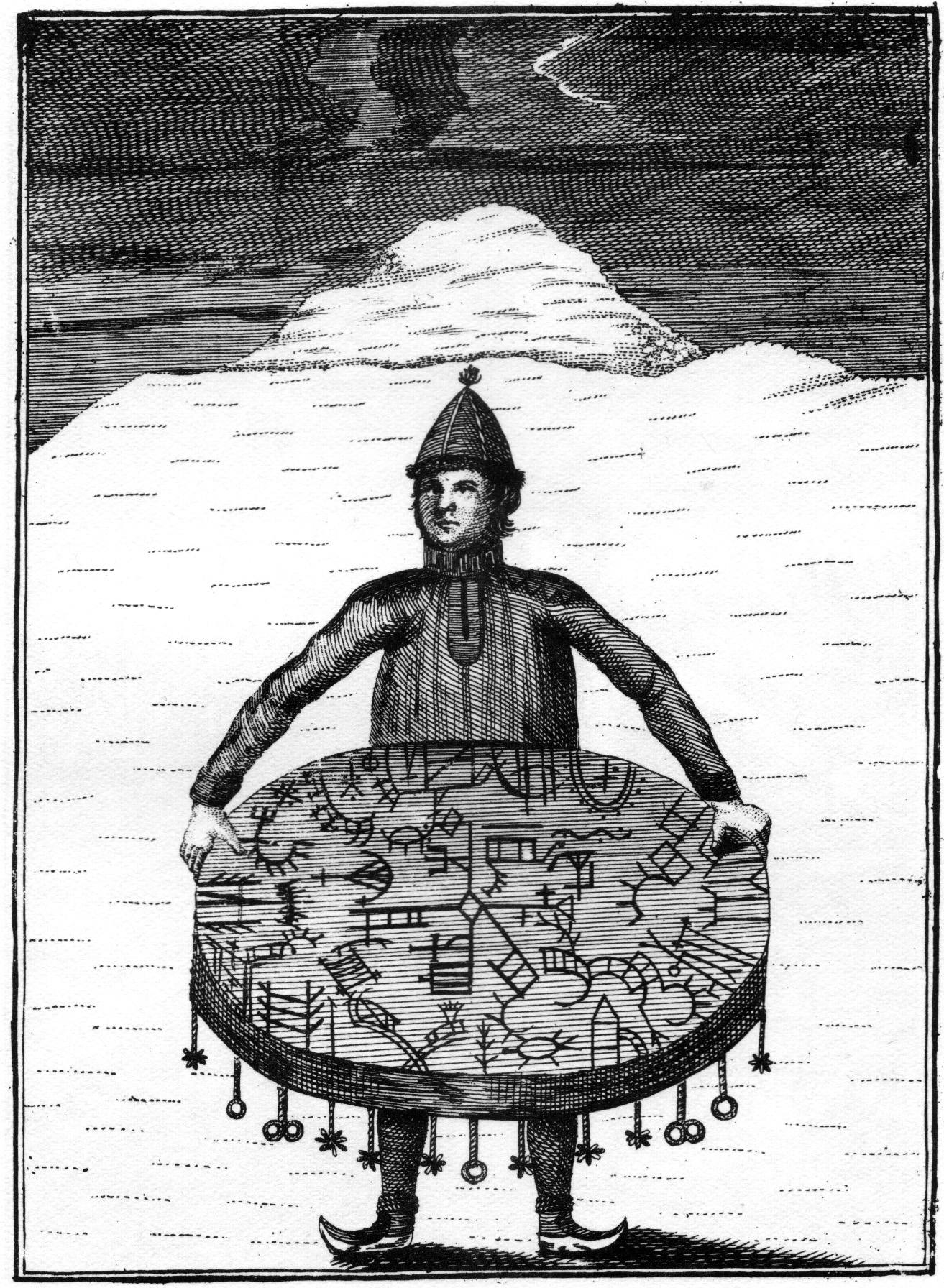
1700年代のサーミ人のシャーマンが太鼓を用いて「ガンド」を行う図（北欧人から見た理解の仕方であって、北欧のガンドと同じかは不明）。Knud Leemの著作（1767年）から。

ヴァイキングは、「フィン人」（フィンランドの多数民族スオミ人ではなく、少数民族サーミ人のこと）を呪術に堪能な民族であると見なしていた。事実、「フィン人（サーミ人）も呪術もどちらも信じてはならない」という法が制定され、「フィン人（サーミ人）の呪いをかける」（古ノルド語: finnvitka）という動詞まであった。
12〜13世紀の歴史書『ノルウェー史』には、サーミ人のシャーマンが交霊会を行う描写が含まれており、シャーマンが召喚する精霊を、著者はガンドゥス（ラテン語: gandus）と呼んでいる。この記述で特徴的なのは、サーミ人の信仰における様々なタイプの精霊を「ガンドゥス」とひとまとめにしており、儀式に関わる動物も何故か（本来のトナカイではなく）鯨や海獣としていることである。クライヴ・トリーは、『ノルウェー史』の著者が持つガンドへのイメージが、本来は別物であるサーミ人の信仰を把握するうえで現れているのだと主張している。